# Josep Grañé Artigas
Josep Grañé i Artigas (Sants, 1 de desembre de 1860 - Barcelona, 16 d'octubre de 1934), fou un polític català i últim alcalde de Sants.

## Biografia
Fill de Joan Grañé i Corbera i Teresa Artigas i Llopís. Es casà, el 1885, amb Dolors Munné Basté, filla de Sebastià Munné i Valls que fou alcalde de Sants. Tingueren una filla, Antònia Grañé i Munné (1886-1950). Oncle del sindicalista i militant d'ERC, Isidre Grañé Castanera.
De jove treballà en una fàbrica propietat del comte de Güell, i aconseguí ascendir a llocs de responsabilitat. Posteriorment fou carnisser de Sants i alcalde d'aquest municipi, des del 12 de novembre de 1891 al 16 de febrer de 1893, abans de l'agregació a Barcelona. El 1896 va ser nomenat jurat de l'Audiència Provincial del districte barceloní de l'Hospital.
Presidí l'Ateneu de Sants el 1901. Soci de la Societat Econòmica d'Amics del País. Membre de la Junta del Círculo Liberal Monárquico el 1906 i del Círculo Liberal Democrático el 1916. Posteriorment, a la dècada de 1930, s'incorporà a la Lliga Regionalista.
Fou regidor del districte VII de Barcelona els anys 1901 i 1913 com a Liberal. Diputat de la Diputació de Barcelona el 1919 per la Federació Monàrquica Autonomista.

## Obra publicada
- Grañé i Artigas, Josep. Memoria y Relación sucinta Que Del Estado Económico del Municipio y Su Gestión Administrativa Presenta Al Magnifico Ayuntamiento de Sans.  Tipografia "La Ilustración", AC De F. Giró, 1893.